# Фонар (мис)
Фона́р, Фєнє́р (крим. Fener) — мис в Криму на узбережжі Керченської протоки. Крайня східна точка Кримського півострова.
Це скелясте піднесення Керченського узбережжя, що знаходиться на вході в Керченську протоку з Азовського моря. На підвищеній його частині в 1820 році споруджений Єнікальський маяк. На мисі височіє обеліск в пам'ять про героїв німецько-радянської війни. З мису видно косу Чушка, Керченський морський порт і поромну переправу, а також берег Краснодарського краю.